# 土密孔粉蝨
土密孔粉蝨（学名：Dialeuropora brideliae）为粉蝨科孔粉蝨屬下的一个种。